# Circondario di Borgo
Il circondario di Borgo era uno dei circondari in cui era suddivisa la provincia di Trento.

## Storia
Il circondario venne istituito con il regio decreto 21 gennaio 1923, n. 93 contemporaneamente alla Provincia di Trento in seguito alla riorganizzazione amministrativa dei territori annessi al Regno d'Italia con il Trattato di Saint-Germain.
Si estendeva sul territorio degli ex distretti giudiziari di Borgo, Levico, Strigno e Primiero.
Il circondario di Borgo venne soppresso nel 1927 come tutti i circondari italiani.

## Suddivisione
Il circondario fu suddiviso in mandamenti giudiziari dal maggio 1923:
- mandamento di Borgo
  - comuni di Borgo; Bosentino; Calceranica; Caldonazzo; Carzano; Casotto; Castelnuovo; Centa San Nicolò; Lavarone; Levico; Luserna; Novaledo; Pedemonte; Roncegno; Ronchi; Telve; Telve di Sopra; Torcegno; Vattaro
- mandamento di Strigno
  - comuni di Bieno; Castello Tesino; Cinte Tesino; Grigno; Ivano-Fracena; Ospedaletto; Pieve Tesino; Samone; Scurelle; Spera; Strigno; Villa Agnedo
- mandamento di Primiero
  - comuni di Canal San Bovo; Fiera di Primiero; Imer; Mezzano; Sagron Mis; Siror; Tonadico; Transacqua

Con il regio decreto 15 luglio 1923, n. 1728 il mandamento di Strigno è stato aggregato a quello di Borgo per le funzioni amministrative ed elettorali, quello di Primiero è rimasto invariato anche per le funzioni amministrative.